# Ras Teyonas
Koordinaten: 31° 57′ 6″ N, 19° 56′ 38,7″ O
Ras Teyonas oder auch Kap Tajuni ist ein Kap am östlichsten Punkt der Großen Syrte südlich von Bengasi in Libyen.
In der antiken Geographie hieß das Kap Boreion arkon (Βόρειον ἄκρον) oder lateinisch Boreum Promontorium. 
Erwähnt wird das Kap u. a. bei Strabon Geographika 17 p. 836, Plinius Naturalis historia 5, 4 und Claudius Ptolemäus Geographia 4, 4, 3.